# Vlaemsch België
Vlaemsch België (en français : « Belgique flamande ») est le premier quotidien néerlandophone de la capitale belge, Bruxelles, depuis la révolution de 1830.
Il fut lancé le 1er janvier 1844 par des hommes de lettres et figures de proue du mouvement flamand tels que Frans Snellaert, Johan Alfred de Laet, Hendrik Conscience et Theodoor van Rijswijck. Le journal, se voulant neutre sur le plan politique, fut également soutenu par le journaliste et avocat wallon Lucien Jottrand.
Sous la direction de De Laet on essaya, en premier lieu, de soutenir la lutte d'émancipation des Flamands.  Ainsi, ce journal se consacrant à l'essentiel à la question flamande, à maintes reprises dut s'opposer à la francisation de l'éducation, du droit et de l’administration. 
Ne pouvant atteindre le succès espéré et, en conséquence, éprouvant des difficultés financières croissantes, ainsi que subissant des divisions politiques au sein de la rédaction, le journal cessa de paraître le 22 novembre 1844.
Le lendemain, cependant, il fit place à un nouveau quotidien, De Vlaemsche Belgen, qui fut sous la direction de Domien Sleeckx et de Jaak van de Velde.  Ce journal s’afficha ostensiblement comme un organe catholique et fut par ailleurs financièrement soutenu par le clergé.  À son tour, De Vlaemsche Belgen disparut le 30 juin 1845, après les élections législatives du 10 juin 1845, également par manque de soutien financier.

## Sources
- Encarta - Encyclopedie,  Microsoft Corporation/Het Spectrum.
- Bibliothèque numérique de la Bibliothèque royale de Belgique, Présentation de Vlaemsch België, avec possibilité de feuilleter tous les journaux